# Tribunal Supremo de Madrás

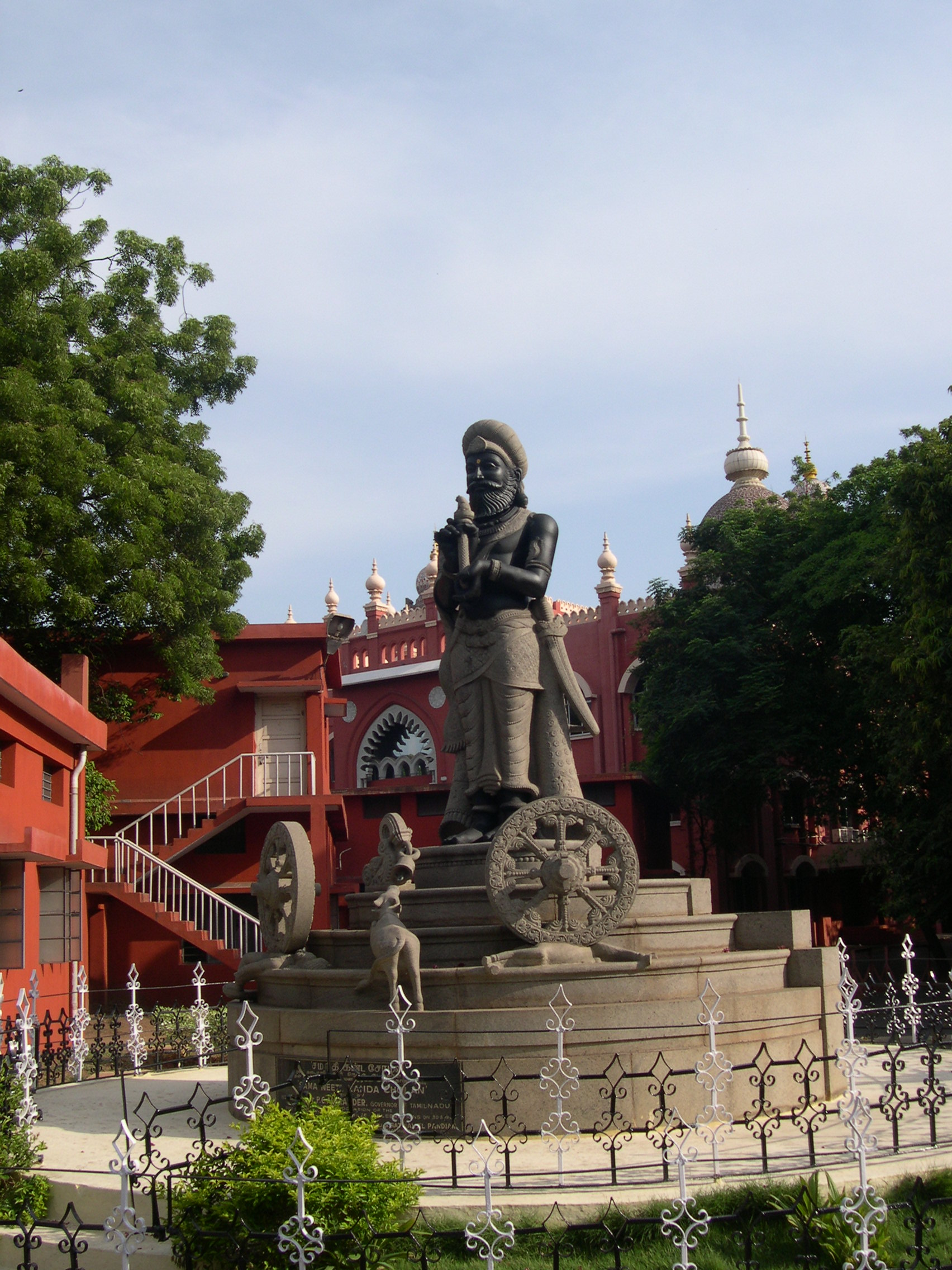
La estatua de Manuneedhi Cholan, en el Tribunal Supremo de Madrás

El Tribunal Supremo de Madrás (en inglés Madras High Court) es uno de los lugares más conocidos de la metrópolis de Madrás (India). Se cree que es el segundo complejo judicial más grande del mundo y está situado cerca del Parrys Corner, uno de los distritos de negocios más importantes de la ciudad.